# Lijst van Ford-fabrieken
Hieronder een wereldwijd overzicht van de huidige fabrieken van het Amerikaanse autoconcern Ford Motor Company.

De pagina is bijgewerkt tot en met Volvo Cars Göteborg.

## Fabrieken
| Naam                                           | Plaats                | Land                | Product(en)                                                                                           | Informatie |
| ---------------------------------------------- | --------------------- | ------------------- | --- | --- |
| Atlanta Assembly                               | Hapeville (Georgia)   | Verenigde Staten    | De laatste modellen waren de Ford Taurus en Mercury Sable.                                            | Gesloten in oktober 2006 |
| AutoAlliance International                     | Flat Rock (Michigan)  | Verenigde Staten    | Ford Mustang, Mazda 6                                                                                 | |
| Automobile Craiova                             | Craiova               | Roemenië            | Ford Transit Connect, Ford Ecosport, Ford Puma                                                        | Deze faciliteit is een voormalige Daewoo-fabriek. Ford Ecosport is de opvolger van de B-MAX                                                             |
| Cologne Body & Assembly                        | Keulen                | Duitsland           | Ford Fiesta, Ford Fusion                                                                              | |
| Cologne Engine                                 | Keulen                | Duitsland           | Motoren                                                                                               | |
| Cologne Forge and Die Cast                     | Keulen                | Duitsland           | Koetswerkpanelen                                                                                      | |
| Cologne Tool and Die                           | Keulen                | Duitsland           | Auto-onderdelen                                                                                       | |
| Cologne Transmission                           | Keulen                | Duitsland           | Overbrengingen                                                                                        | |
| Fiat Tychy Plant                               | Tychy                 | Polen               | Ford Ka, Fiat 500, Fiat Panda                                                                         | Joint venture met Fiat. Vanaf 2010 wordt hier ook de nieuwe Lancia Ypsilon gemaakt. De nieuwe Panda rolt wel terug in Italië van de band.               |
| Ford Otosan Assembly                           | Kocaeli               | Turkije             | Ford Transit                                                                                          | |
| Ford Otosan Engine                             | Kocaeli               | Turkije             | Motoren en overbrengingen                                                                             | |
| Genk Body & Assembly                           | Genk                  | België              | Ford Mondeo, Ford S-MAX, Ford Galaxy, koetswerkonderdelen voor de Volvo S40 en Volvo V50              | Genk maakt vanaf 2010 ook de facelift van de S-MAX en Galaxy, later volgt de opfrissing van de Mondeo. Gesloten in december 2014.                       |
| Mazda Hiroshima plant (Ujina plant 1)          | Hiroshima             | Japan               | Mazda 2, Mazda Verisa, Mazda Biante, Mazda 8, Mazda CX-9, Mazda MX-5, Mazda RX-8, Mazda E-Series      | Geopend in november 1966 |
| Mazda Hiroshima plant (Ujina plant 2)          | Hiroshima             | Japan               | Mazda 2, Mazda 5, Mazda CX-7                                                                          | Geopend in december 1972 |
| Mazda Hiroshima plant (Ujina plant 3)          | Hiroshima             | Japan               | Motoren                                                                                               | Geopend in december 1964 |
| Mazda Hofu plant (Nishinoura district plant 1) | Hofu                  | Japan               | Mazda 3                                                                                               | Geopend in september 1982 |
| Mazda Hofu plant (Nishinoura district plant 2) | Hofu                  | Japan               | Mazda 3, Mazda 6                                                                                      | Geopend in februari 1992 |
| Mazda Hofu plant (Nakanoseki district)         | Hofu                  | Japan               | Overbrengingen                                                                                        | Geopend in december 1981 |
| Mazda Miyoshi plant                            | Miyoshi               | Japan               | Motoren                                                                                               | Geopend in mei 1974 |
| Pininfarina Sverige AB                         | Uddevalla             | Zweden              | Volvo C70                                                                                             | Joint venture tussen Volvo (40%) en Pininfarina (60%). Loopt ten einde in 2013.                                                                         |
| Saarlouis Body & Assembly                      | Saarlouis             | Duitsland           | Ford Focus, Ford C-MAX, Ford Kuga                                                                     | Vanaf eind 2010/begin 2011 rolt hier de nieuwe Focus exclusief voor Europa van de band. De volgende Kuga wordt waarschijnlijk in Noord-Amerika gebouwd. |
| Fordfabriek Southampton                        | Southampton           | Verenigd Koninkrijk | Ford Transit                                                                                          | is in 2013 gesloten. |
| Swedish Motor Assembly                         | Kuala Lumpur          | Maleisië            | Volvo S40, Volvo S60, Volvo S80, Volvo V50, Volvo XC90                                                | |
| Thai-Swedish Motor Assembly                    | Samutprakarn          | Thailand            | De laatste modellen waren de Volvo S60, Volvo S80, Volvo XC90.                                        | In 2008 overgenomen door AB Volvo. |
| Valencia Body & Assembly                       | Valencia              | Spanje              | Ford Fiesta, Ford Focus                                                                               | Vanaf 2010 zal de productie van de Focus wegvallen in Valencia. In de plaats daarvan komt de C-MAX.                                                     |
| Valencia Engine 1                              | Valencia              | Spanje              | Motoren                                                                                               | |
| Valencia Engine 2                              | Valencia              | Spanje              | Motoren                                                                                               | |
| Volvo Body Components                          | Olofström             | Zweden              | Koetswerkpanelen                                                                                      | |
| Volvo Cars Floby                               | Floby                 | Zweden              | Motoren                                                                                               | |
| Volvo Cars Gent                                | Gent                  | België              | Volvo C30, Volvo S40, Volvo V50, Volvo S60, Volvo XC60                                                | Gent produceert vanaf 2012 ook de nieuwe V40 en XC40.                                                                                                   |
| Volvo Cars Torslanda                           | Torslanda             | Zweden              | Volvo V70, Volvo XC70, Volvo S80, Volvo XC90                                                          | Göteborg bouwt vanaf eind 2010 ook de volledig nieuwe V60.                                                                                              |
| AutoAlliance Thailand                          | Changwat Rayong       | Thailand            | Ford Everest, Ford Ranger, Mazda BT-50                                                                | |
| Azambuja Assembly                              | Azambuja              | Portugal            | Ford Fiesta, Ford Focus, Ford Mondeo                                                                  | |
| Barcelona Assembly                             | Barcelona             | Spanje              | | Gesloten in 1959 |
| Chicago Assembly                               | Chicago               | Verenigde Staten    | Ford Taurus, Ford Taurus X, Mercury Sable, Lincoln MKS                                                | |
| Chihuahua Engine                               | Chihuahua             | Mexico              | Motoren                                                                                               | |
| Croydon Stamping                               | Croydon               | Verenigd Koninkrijk | Auto-onderdelen                                                                                       | |
| Ford Lio Ho Engine                             | Taoyuan               | Taiwan              | Motoren                                                                                               | |
| Ford Motor Company ZAO                         | Sint-Petersburg       | Rusland             | Ford Focus, Ford Mondeo                                                                               | |
| Metcon Casting                                 | Santa Fe              | Argentinië          | Auto-onderdelen                                                                                       | |
| Taubate Chassis                                | Taubate               | Brazilië            | Auto- en motorenonderdelen                                                                            | |
| Volvo Transmission                             | Köping                | Zweden              | Overbrengingen                                                                                        | |
| Woodhaven Forging                              | Woodhaven             | Verenigde Staten    | Motoronderdelen                                                                                       | |
| Woodhaven Stamping                             | Woodhaven             | Verenigde Staten    | Koetswerkpanelen                                                                                      | |
| Windsor Aluminum                               | Windsor               | Canada              | Motoronderdelen                                                                                       | Verkocht aan Nemak. |
| Windsor Casting                                | Windsor               | Canada              | Motoronderdelen                                                                                       | Gesloten in 2007. |
| Windsor Engine                                 | Windsor               | Canada              | Motoren                                                                                               | |
| Bordeaux Automatic Transmission                | Blanquefort           | Frankrijk           | Overbrengingen                                                                                        | |
| Bordeaux Transaxle                             | Blanquefort           | Frankrijk           | Overbrengingen                                                                                        | |
| Lima Engine                                    | Lima                  | Verenigde Staten    | Motoren                                                                                               | |
| Livonia Transmission                           | Livonia               | Verenigde Staten    | Overbrengingen                                                                                        | |
| Rawsonville Parts                              | Ypsilanti             | Verenigde Staten    | Auto-onderdelen                                                                                       | |
| Romeo Engine                                   | Romeo                 | Verenigde Staten    | Motoren                                                                                               | |
| Sharonville Transmission                       | Sharonville           | Verenigde Staten    | Overbrengingen                                                                                        | |
| Van Dyke Transmission Plant                    | Sterling Heights      | Verenigde Staten    | Overbrengingen                                                                                        | |
| Walton Hills Stamping                          | Walton Hills          | Verenigde Staten    | Koetswerkpanelen                                                                                      | |
| Wayne Stamping & Assembly                      | Wayne                 | Verenigde Staten    | Ford Focus (N-Amerika), Ford Focus, Ford C-MAX                                                        | |
| Ford Motor Company of South Africa             | Port Elizabeth        | Zuid-Afrika         | Motoren                                                                                               | |
| Broadmeadows Assembly                          | Campbellfield         | Australië           | Ford Falcon, Ford Territory                                                                           | |
| Geelong Aluminum Casting                       | Norlane               | Australië           | Motoronderdelen                                                                                       | |
| Geelong Chassis                                | Norlane               | Australië           | Auto-onderdelen                                                                                       | |
| Geelong Engine                                 | Norlane               | Australië           | | Gesloten in 2010 |
| Geelong Iron Casting                           | Norlane               | Australië           | | Gesloten in 2010 |
| Geelong Stamping                               | Norlane               | Australië           | Koetswerkpanelen                                                                                      | |
| Changan Ford Mazda Automobile                  | Chongqing             | China               | Ford Fiesta, Ford Focus, Ford Mondeo, Mazda 3, Volvo S40                                              | |
| Nanjing Body & Assembly                        | Nanking               | China               | Ford Fiesta Sedan                                                                                     | |
| Cork Assembly                                  | Cork                  | Ierland             | | Gesloten in 1985 |
| Manukau Alloy Wheel                            | Manukau               | Nieuw-Zeeland       | | Verkocht in 2001 |
| Castle Bromwich Assembly                       | Birmingham            | Verenigd Koninkrijk | Jaguar- en Daimler-fabriek                                                                            | Jaguar en Daimler werden in 2008 verkocht aan Tata Motors.                                                                                              |
| Bridgend Engine                                | Bridgend              | Verenigd Koninkrijk | Motoren                                                                                               | |
| Browns Lane Assembly                           | Coventry              | Verenigd Koninkrijk | Jaguar-fabriek                                                                                        | Gesloten in 2005 |
| Dagenham Assembly                              | Dagenham              | Verenigd Koninkrijk | | Gesloten in 2002 |
| Dagenham Engine                                | Dagenham              | Verenigd Koninkrijk | Motoren                                                                                               | hoort bij Dagenham Assembly |
| Dagenham Tool & Die                            | Dagenham              | Verenigd Koninkrijk | Auto-uitrusting                                                                                       | hoort bij Dagenham Assembly |
| Gaydon Assembly                                | Gaydon                | Verenigd Koninkrijk | Aston Martin-fabriek                                                                                  | Aston Martin werd in 2007 verkocht aan een investeringsmaatschappij in Koeweit.                                                                         |
| Halewood Body & Assembly                       | Halewood              | Verenigd Koninkrijk | Jaguar- en Land Rover-fabriek                                                                         | Jaguar en Land Rover werden in 2008 verkocht aan Tata Motors.                                                                                           |
| Halewood Transmission                          | Halewood              | Verenigd Koninkrijk | Overbrengingen                                                                                        | |
| Land Rover Solihull Assembly                   | Solihull              | Verenigd Koninkrijk | Land Rover-fabriek                                                                                    | Land Rover werd in 2008 verkocht aan Tata Motors. |
| Langley Assembly                               | Langley               | Verenigd Koninkrijk | | Gesloten in 1997 |
| Leamington Foundry                             | Leamington            | Verenigd Koninkrijk | | Gesloten in juli 2007 |
| Newport Pagnell Assembly                       | Newport Pagnell       | Verenigd Koninkrijk | Aston Martin-fabriek                                                                                  | Aston Martin werd in 2007 verkocht aan een investeringsmaatschappij in Koeweit.                                                                         |
| Whitley Engineering Centre                     | Whitley               | Verenigd Koninkrijk | Motorontwikkeling                                                                                     | |
| Cleveland Aluminum Casting Plant               | Brook Park            | Verenigde Staten    | | Gesloten in december 2003 |
| Cleveland Casting                              | Brook Park            | Verenigde Staten    | Motoren, krukassen                                                                                    | Gesloten in 2009 |
| Cleveland Engine 1                             | Brook Park            | Verenigde Staten    | Motoren                                                                                               | |
| Cleveland Engine 2                             | Brook Park            | Verenigde Staten    | Motoren                                                                                               | |
| St. Louis Assembly                             | Hazelwood             | Verenigde Staten    | | Gesloten in maart 2006 |
| Wixom Assembly Plant                           | Wixom                 | Verenigde Staten    | | Gesloten in mei 2007 |
| Ford Motor Company of Southern Africa          | Silverton             | Zuid-Afrika         | Ford Fiesta, Ford Ikon, Ford Bantam, Ford Ranger, Mazda 2, Mazda 3, Volvo S40, Volvo V50              | |
| Bahia Plant                                    | Salvador              | Brazilië            | Ford Fiesta, Ford EcoSport                                                                            | Geopend in 2001. |
| Batavia Transmission                           | Batavia               | Verenigde Staten    | Overbrengingen                                                                                        | Geopend in 1980. Gesloten in 2008. |
| Buffalo Stamping                               | Buffalo               | Verenigde Staten    | | |
| Caracas Assembly                               | Caracas               | Venezuela           | | |
| Cuautitlan Assembly                            | Cuautitlán            | Mexico              | Ford F-Series, Ford Fiesta, Ford Ikon                                                                 | Deze fabriek produceert vanaf 2010 ook de Ford Fiesta Sedan voor de Noord-Amerikaanse markt.                                                            |
| Dearborn Engine                                | Dearborn              | Verenigde Staten    | Motoren                                                                                               | Behoort tot de River Rouge Plant. |
| Dearborn Frame                                 | Dearborn              | Verenigde Staten    | Auto-onderdelen                                                                                       | Behoort tot de River Rouge Plant. |
| Dearborn Stamping                              | Dearborn              | Verenigde Staten    | Koetswerkpanelen                                                                                      | Behoort tot de River Rouge Plant. |
| Dearborn Tool & Die                            | Dearborn              | Verenigde Staten    | Auto-uitrusting                                                                                       | Behoort tot de River Rouge Plant. |
| Dearborn Truck                                 | Dearborn              | Verenigde Staten    | Ford F-150, Lincoln Mark LT                                                                           | Behoort tot de River Rouge Plant. |
| Detroit Empowerment Zone                       | Detroit               | Verenigde Staten    | | |
| Edison Assembly                                | Edison                | Verenigde Staten    | Ford Ranger                                                                                           | Gesloten in 2004. |
| Essex Aluminum                                 | Windsor               | Canada              | Cilinderkoppen                                                                                        | Verkocht aan Nemak. |
| Essex Engine                                   | Windsor               | Canada              | Motoren                                                                                               | Ligt stil sinds november 2007. |
| Ford India                                     | Tamil Nadu            | India               | Ford Ikon                                                                                             | Joint venture met Mahindra. |
| Ford Lio Ho Assembly                           | Chung Li              | Taiwan              | Ford Econovan, Ford Fiesta, Ford Mondeo, Ford Pronto, Ford Tierra, Mazda 323, Mazda Bongo             | |
| Ford Malaysia                                  | Selangor              | Maleisië            | Ford Laser, Ford Telstar, Ford Ranger, Ford Econovan, Ford Transit, Ford Trader, Land Rover Discovery | |
| Ford Motor Company Philippines                 | Santa Rosa            | Filipijnen          | Ford Escape, Ford Focus, Ford Tierra, Mazda 323, Mazda Tribute                                        | |
| Hai Duong Assembly                             | Hai Duong             | Vietnam             | Ford Laser, Ford Econovan, Ford Ranger, Ford Escape                                                   | |
| Hermosillo Stamping & Assembly                 | Hermosillo            | Mexico              | Ford Fustion, Lincoln MKZ, Mercury Milan                                                              | |
| IMMSA                                          | Monterrey             | Mexico              | | |
| Ipiranga Assembly                              | Ipiranga              | Brazilië            | | |
| Jiangling Motors                               | Nanchang              | China               | Ford Transit, Isuzu                                                                                   | |
| Kansas City Assembly                           | Claycomo              | Verenigde Staten    | Ford F-150, Ford Escape, Ford Contour, Ford Kuga, Mazda CX-5, Mazda Tribute, Mercury Mariner          | |
| Kentucky Truck Assembly                        | Louisville            | Verenigde Staten    | Ford Super Duty, Ford Excursion, Lincoln Navigator                                                    | |
| La Villa Assembly                              | La Villa              | Mexico              | | |
| Langley Assembly                               | Langley               | Verenigd Koninkrijk | | |
| Louisville Assembly                            | Louisville            | Verenigde Staten    | Ford Escape, Lincoln Corsair                                                                          | |
| Maumee Stamping                                | Maumee                | Verenigde Staten    | | Gesloten in 2008. |
| Michigan Truck                                 | Wayne                 | Verenigde Staten    | Ford Expedition, Lincoln Navigator                                                                    | |
| New Model Programs Development Center          | Allen Park            | Verenigde Staten    | Prototypes                                                                                            | |
| Norfolk Assembly                               | Norfolk               | Verenigde Staten    | Ford F-Series                                                                                         | Gesloten in 2007. |
| Oakville Assembly                              | Oakville              | Canada              | Ford Edge, Ford Flex, Lincoln MKX                                                                     | |
| Ohio Assembly                                  | Avon Lake             | Verenigde Staten    | Ford Econoline                                                                                        | |
| Ontario Truck                                  | Oakville              | Canada              | Ford F-Series, Ford SVT Lightning                                                                     | Gesloten in 2004. |
| Pacheco Stamping & Assembly                    | Buenos Aires          | Argentinië          | Ford Escort, Ford Focus, Ford Ranger                                                                  | |
| San Jose Assembly Plant                        | Milpitas              | Verenigde Staten    | Ford Mustang, Shelby Mustang                                                                          | Geopend in 1955. Gesloten in 1984. |
| Sao Bernardo Assembly                          | Sao Bernardo do Campo | Brazilië            | Ford Courier, Ford F-Series, Ford Fiesta, Ford Ka                                                     | |
| Setubal Assembly                               | Setubal               | Portugal            | | |
| St. Thomas Assembly                            | Talbotville           | Canada              | Ford Crown Victoria, Lincoln Town Car, Mercury Grand Marquis                                          | |
| Twin Cities Assembly                           | St. Paul              | Verenigde Staten    | Ford Ranger, Mazda B-Series                                                                           | Geopend in 1924.Gesloten in 2008. |
| Valencia Assembly                              | Valencia              | Venezuela           | Ford Explorer, Ford Fiesta, Ford Laser, Ford Ranger, Ford F-Series, Mazda Allegro, Mazda B-Series     | |

## Toekomstige fabrieken

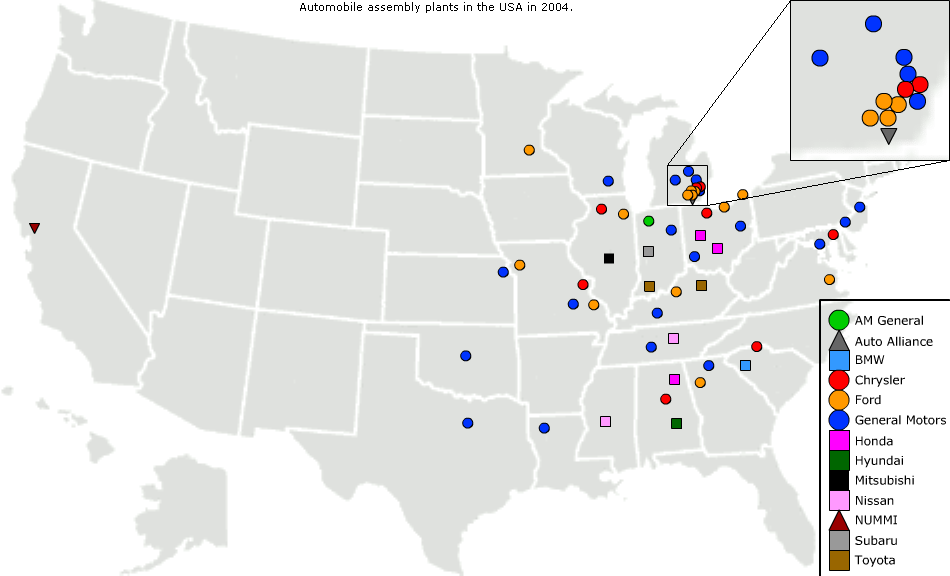
Oranje: assemblagefabrieken van Ford in de VS.

| Naam                     | Plaats             | Land             | Product(en)               | Informatie |
| ------------------------ | ------------------ | ---------------- | ------------------------- | --- |
| Blue Oval City           | Stanton, Tennessee | Verenigde Staten | Ford F-Series, batterijen | Gepland om in 2025 met de productie te beginnen. Batterijen worden geproduceerd door BlueOval SK, een joint venture met het Koreaanse bedrijf SK Innovation. |
| BlueOval SK Battery Park | Glendale, Kentucky | Verenigde Staten | Batterijen                | Gepland om in 2025 met de productie te beginnen. Ook onderdeel van de BlueOval SK joint venture.                                                             |